# Monts Hajar
Pour les articles homonymes, voir Hajar.
Les monts Hajar (en arabe : جبال الحجر, ce qui signifie « montagnes de pierre ») sont une importante chaîne montagneuse de la péninsule Arabique, présente à l'Est des Émirats arabes unis (Hajar occidental) et au Nord-Est du sultanat d'Oman (Hajar oriental).
C'est la seule région sur terre où se trouve une portion observable à ciel ouvert du manteau terrestre.

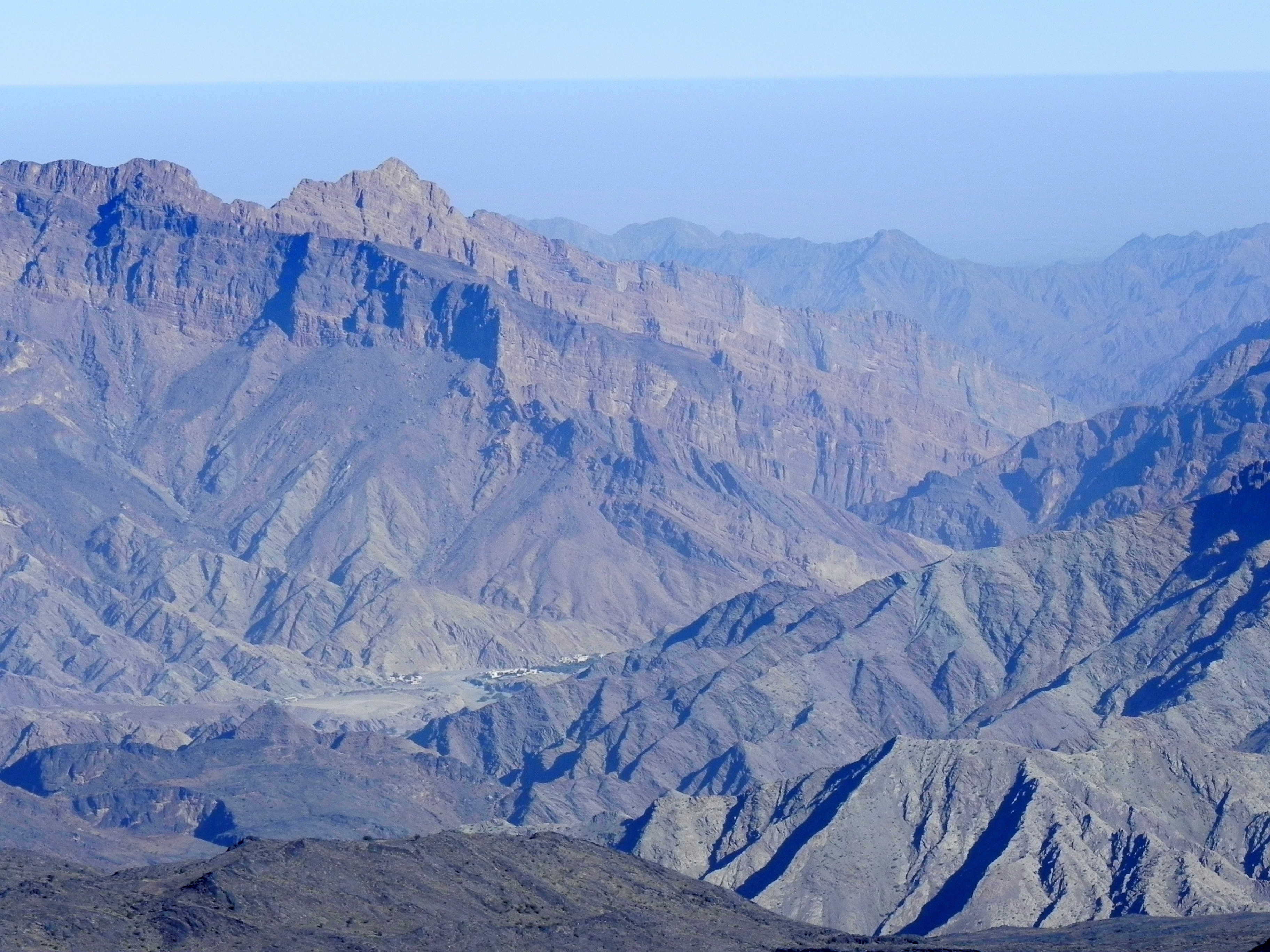
Paysage des monts Hajar.

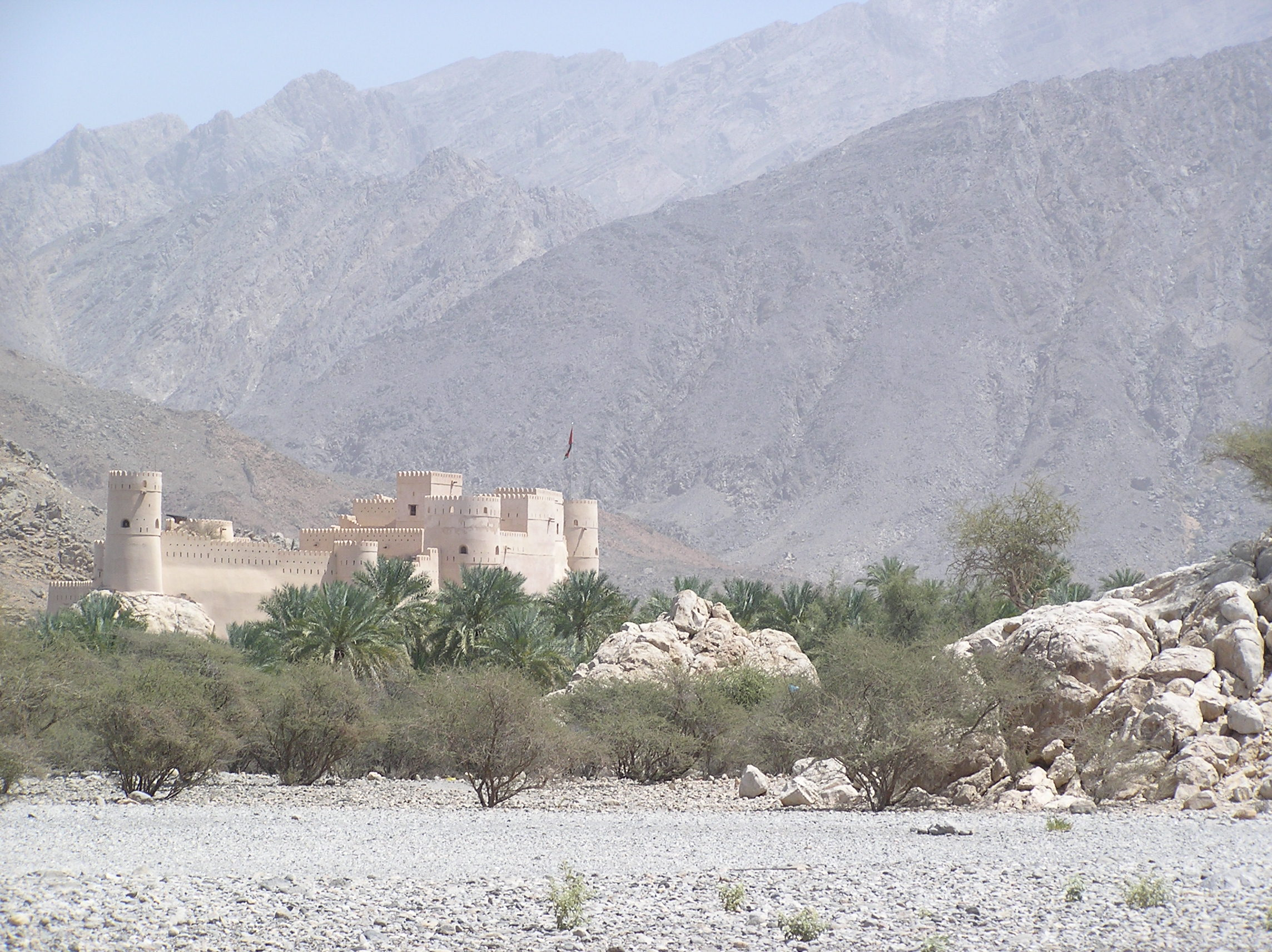
Fort Nakhal au centre des monts Hajar.